# Емаус (Нікополіс)
Емаус, Нікополіс (арам. Хамата; дав.-гр. Ἐμμαοῦς, Νικόπολις; лат. Emmaus, Nicopolis; рос. Эммау́с, Еммау́с, Никополь; івр. חמת Hammat, араб. عِمواس Амуас; Емаус — «тепле джерело», Нікополь — «місто перемоги») — місто в Палестині, в 30 км на захід від Єрусалима (у давнину ще як Емаум, Амвас або Амоас), на кордоні між Юдейськими горами та долиною Аялон; від нього шлях розділяється на північну гілку (через Бетгорон) та південну (через Кірьят-Ієарім) дорожню гілку.
Про місце розташування Емаусу (лат. Amauante) свідчать географічні карти римської епохи: Пейтингерова таблиця (датованої II ст. н. е.), на якій Емаус знаходиться на відстані 19 миль (понад 28 км на захід від Єрусалима лат. Hierusalem, Helya), і карта Птолемея (датованої 150 р.), де ця відстань дорівнює 20 милям (біля 29,5 км).
Місце, згадуване у Новому Завіті, де Ісус з'явився після його смерті та воскресіння. Згадуване як римський населений пункт «Емаус» (Нікополіс) з III століття н. е. до завоювання Палестини мусульманськими силами халіфату в 639 р. Тоді там відбулася значна епідемія чуми.
Було кілька разів завойоване й спалене.
У сучасності на місці розташування цього міста є палестинське арабське село Імвас (Імуас, Амвас, Амоас), перехрестя Латруну відкритого для туристів, між Єрусалимом і Тель-Авівом, аж до його знищення в 1967 році. Археологічний комплекс на цьому місці підтримуваний Ізраїльською адміністрацією природи та парків, французькою католицькою громадою з 1993 року.

## Назва
З арамейської мови «Хамата» — у перекладі гарячий, бо славилося це поселення своїми гарячими цілющими джерелами з часів Ханаану.
Назва «Емаус» походить від «Хаммат» або «Хамта» в івриті, що означає «гаряче джерело» (під цією назвою він згадується в Мідраш Зута на Пісня пісень 6,8 й Мідраш Раба на Плач Єремії 1,45). Ця назва була еллінізована протягом II століття до н. е. і зустрічається в стародавній єврейській літературі в формах: Аммаус, Аммаум, Еммаус, Еммаум (Єммаум), Маус, Амус та ін.: грец. Άμμαούμ, Άμμαούς, Έμμαούμ, Έμμαούς; івр. אמאוס, אמאום, עמאוס, עמאום, עמוס, מאום, אמהום.
У часи Гієроніма семітська назва населеного пункту Емауса-Нікополіса була «Аммао» (з літери «айн» починався напис), потім — «Еммаус».
Пізніша арабська назва «Імвас» була сформована підо впливом транскрипції сирійського географа Якута (1179—1229). І саме стародавня назва стала основою пізнішої арабської назви поселення Імвас (Моше Шарон, Шарль Симон Клермон-Гано).

## Історія

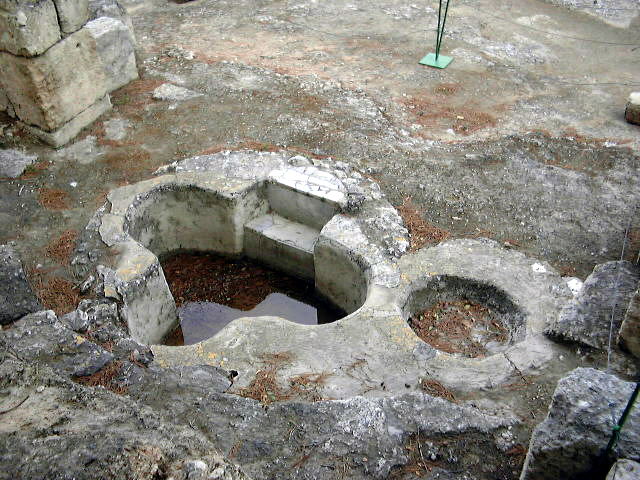
Баптистерій (купіль для Хрещення) в візантійському храмі Емаус-Нікополя

### Класична ера

#### Емаус
Завдяки своєму стратегічному місцю Емаус зіграв важливу адміністративну, військову й економічну роль в історії. Перша згадка про Емаус зустрічається в 1 Мак. 3:40, 1 Мак. 3:57, 1 Мак. 4:3 та 1 Мак. 9:50, щодо війни Юди Макавея проти греків (II ст. до н. е.). Традиційно вважають були перші битви Хасмонеїв на цих теренах.
У 160 р. до н. е. це поселення було укріплене сирійським генералом Деметрія I Бакхідисом.
В I ст. до н. е. Емаус — велике місто Юдеї, населене євреями й самарянами, центр торгівлі худобою. У період римського намісництва населення Емаусу піддавалося репресіям за непокірність і в 43 р. до н. е. за несплату податків частина жителів була продана в рабство.
У хасмонейський період, у 47 р. до н. е. Емаус став регіональним адміністративним центром (топархією) в долині Аялон, замість м. Гезер. Йосип Флавій кілька разів згадує Емаус у працях. Говорив про руйнування Емауса римлянами в 4 р. до н. е.: мешканці Емаусу (грец. Άμμoὺς) були поневолені Касієм, хоча Йосип зазначив, що місто було спалене вщент Варом по смерті Ірода в 4 р. до н. е. (Едвард Робінсон).
Імвас був визначений як місце стародавнього Емаусу, де згідно з Лк. 24:13–35 Ісус з'явився до групи своїх учнів, включаючи Клеопу, після смерті та воскресіння. Археологами згодом був знайдений напис грецькою мовою в Емаусі (Імвасі):
|  | В ім'я Отця і Сина і Святого Духа. Красиве це християнське місто |

Важливість міста була визнана імператором Веспасіаном, котрий створив там укріплений табір в 68 р. н. е. для розміщення п'ятого («македонського») легіону (археологами віднайдені також свідчення присутності воїнів 6-го римської когорти із Петри), де мешкало і 800 ветеранів, і називали землею «колонії», а не «Емаус Нікополіс». Археологічні дослідження вказують на те, що місто було космополітичним, із змішаним єврейським, язичницьким і самаритянським населенням, присутність останньої групи підтверджена останками самаритянської синагоги. До того ж відомо і про життя в цьому місті рабина Аківи.
У 130–131 р. н. е. місто було зруйноване землетрусом. У 132 р. руїни фортеці Емаусу були дещо реконструйовані повстанцями-юдеями під проводом Симона бар Кохби та використовувалися як притулок під час повстання.

#### Нікополіс

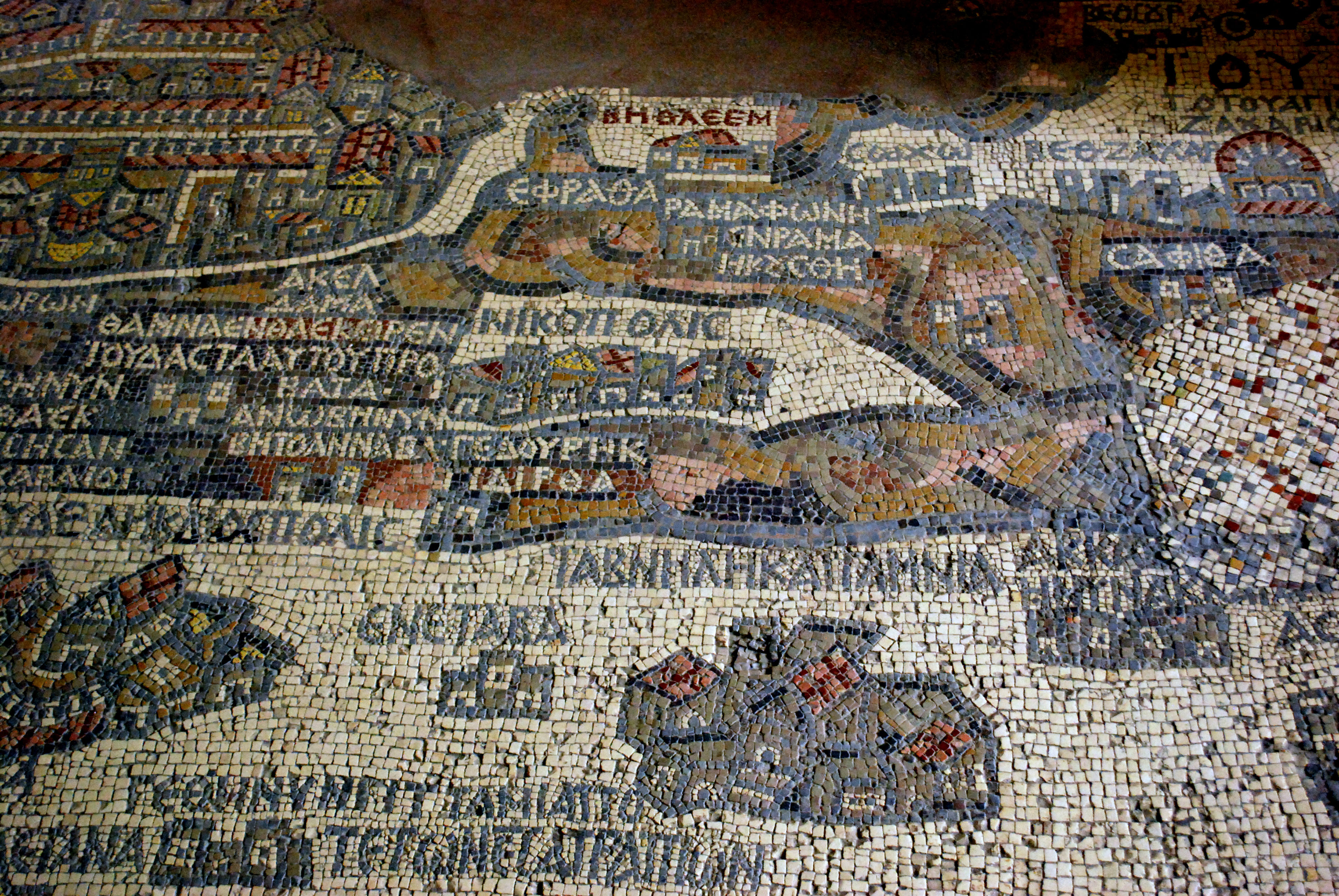
Емаус-Нікополь на Мадабській мапі у VI ст.

Місто Нікополіс було засноване на руїнах Емауса на початку III століття н. е. Після того, як перетворилося на поліс (грец. πόλις), і стало відомим отримавши назву «Nicopolis». На початку III ст. в Емаусі-Нікополі жив і працював християнський учений й письменник римського походження Юлій Африкан, що перебував у тривалому листуванні з Орігеном. Відповідно до істориків візантійської епохи (Філіп Сидський, Ієронім Стридонський, Євсевій Кесарійський та інші) саме Юлій Африкан очолив делегацію місцевих жителів до римського імператора Елагабала, який отримав для Емауса статус міста (полісу) та назву «Нікополь» у 221 р., яку він носив до кінця римської та в візантійської епохи.
Св. Євсевій писав: «Емаус, звідки був Клеопа, якого згадує євангеліст Луки, сьогодні це Нікополіс, знамените місто Палестини».
У 222 р. н. е. тут була збудована базиліка, яку спочатку перебудували візантійці, а потім модифікували хрестоносці.
У візантійський період (IV ст.) Емаус-Нікополіс став великим містом і єпископством (престол єпископа). Відомий єпископ Нікополя (Емаусу) Петро Нікопольський, котрий у 325 р. був на Першому Нікейському соборі.
У V ст. згадувалося «тепле джерело» за містом, де Ісус та його учні купали ноги. Значний церковний комплекс було споруджено на місці, де традиція зберігала появу воскреслого Христа, місце, яке потім стало місцем паломництва, а руїни його все ще зберігаються.
У 508 р. Сава Освячений заснував в Нікополі монастир.

### Середньовіччя

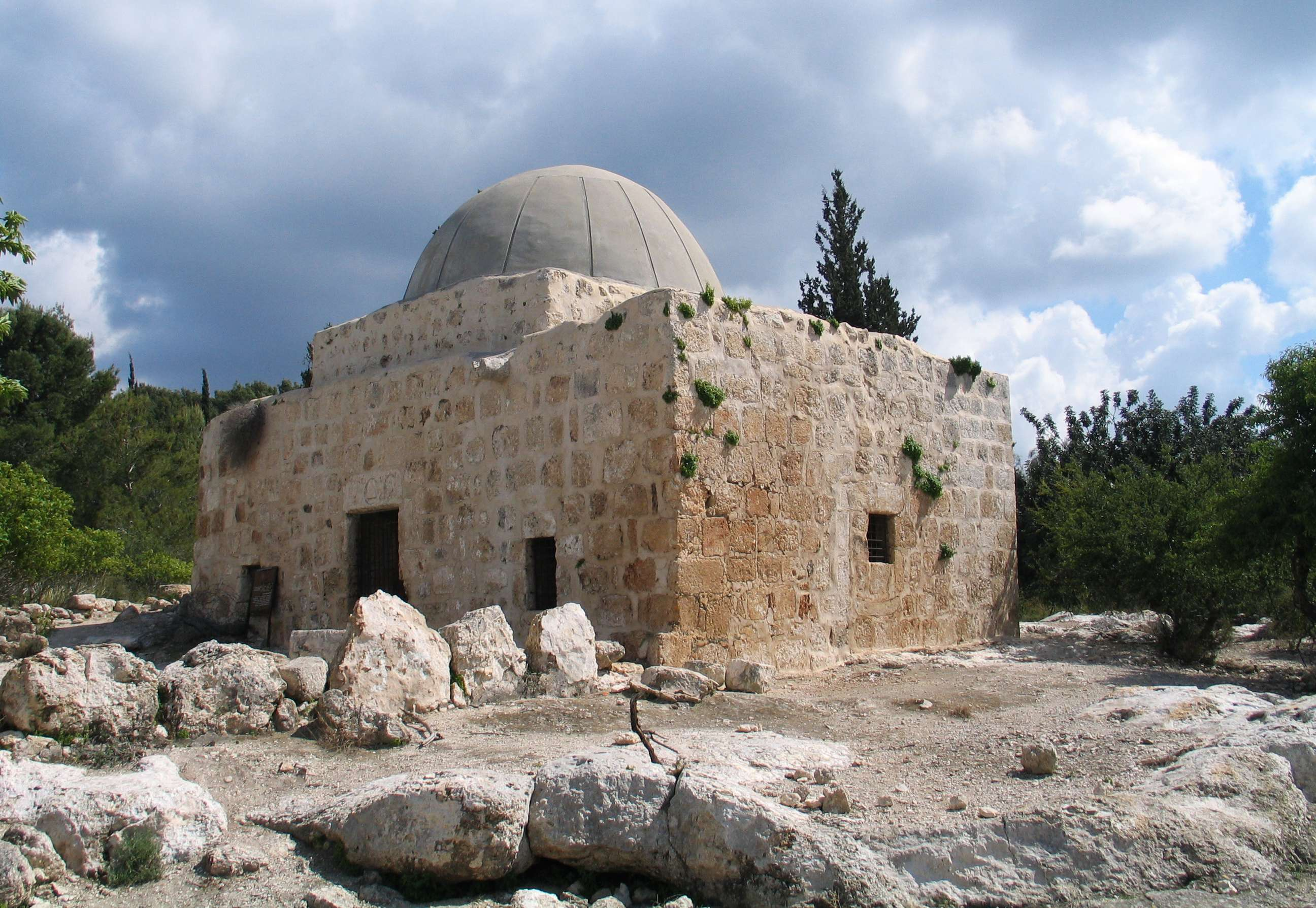
Ісламська Макам (святиня) шейха Муали коло Емаусу (500 м на південь від села Імвас)

На час мусульманського завоювання Палестини в Емаусі був створений головний табір халіфатської арабської армії, і в VII ст. поселення входило до складу новоствореного адміністративного округу «Джанд аль-Урдан» (район Йорданії), куди арабські солдати привели своїх дружин і наложниць, деякі з яких захопили місцевих жінок; до того ж урядові структури Візантійської доби були збережені, але командувач (генерал-губернатор) був призначений з числа нових завойовників, які очолили владу поєднуючи виконавчу, судову й військову роль у своїй особі (Філіп Хіті).
Коли виникла чума (ța'ūn) серед мусульман, що забрала багато сподвижників пророка. Це була перша зустріч арабських армій з хронічними розладами в Сирії, що після 639–640 років називалася як «амваська чума» («чума Емаус» або «Амавас чума»), а подія ознаменувала занепад Емауса-Нікополіса. Зберігся там надпис — «колодязь чуми» (bi'r aț-ța'ūn). З цими подіями пов'язана смерть шейха Муали та спорудження «макама ібн Джаба́ль» біля Емаусу (парк «Аялон»). В місці, де була лазня римської доби відоме поховання «шейх Обаїд», місце поховання головнокомандувача Абу Убайда, котрий також постраждав від тої чуми в 639 р. з 25 000 осіб.
У 723 р. Віллібальд з Айхштета відвідав Імвас й у працях зауважує, що церква над домом Клеопи була ще незмінною; він описав джерело води згадане Созоменом. Після паломництва в Палестині у VIII столітті монахиня згадувала церкву й водне джерело Імвасу у своїй роботі «Життя святого Вілібальда». Від IX сторіччя Імвас був столицею підрайону в межах великого району Джанд Філастін. Арабський географ аль-Мукадасі (бл. 945–1000) згадував Імвас, що був столицею своєї провінції, відзначаючи, що населення зникло звідти, щоб бути ближче до моря й на рівнині через наслідки пошесті чуми.
До 1009 р. церква в Імвасі була зруйнована Яруком, губернатором Рамла, а за наказом єгипетського халіфа з Фатамідів аль-Хакіма знищили християнські міста, вплинувши на 30 000 церков на території під його владою. Це руйнування та акти придушення християн призвело до першого хрестового походу, у якому збереження християнських пам'яток та забезпечення доступу до них було найважливішим завданням (Карстен Пітер Тьєд). 6 червня 1099 р. хрестоносці здійснили привал в Емаусі перед захопленням Єрусалиму (15 липня 1099 р.). За свідченням Альберта Аахенського в Емаусі був організований табір армії паломників на чолі з Готфрідом Бульйонським. Емаусом стали володіти тамплієри.
Протягом періоду хрестоносців християнська присутність відновилася в Емаусі, і візантійська церква була відновлена. Церква відновлена хрестоносцями стала місцем вшанування пам'яті про змагання Макавеїв за незалежність Ізраїлю, бо був похований в Емаусі Юда Макавей, тому і місцевість Емаусу з церквою називали «макавеї» (свідчив у 1555 р. італійський монах й кустод Святої землі Боніфацій з Рагузи); до XIX ст. залишалася традиція вшанування «могил макавейських мучеників» в Емаусі.
Проте пам'ять про появу воскреслого Ісуса в Емаусі також почали святкувати ще в трьох інших місцях Святої землі:
- Ха-Моца[en] (близько 5 км на захід від м. Єрусалиму),
- Кубейба[en] (бл. 11 км на північний захід від Єрусалиму),
- Абу Гош (бл. 10 км на захід від Єрусалиму).

Вільгельм Тірський дав свідчення приходу хрестоносців до Імваса з Рамли в 1099 році, відзначає велику кількість води та кормів, доступних на цьому місці. Протягом усього XII століття Імвас ідентифікували християни як біблійний Емаус. У 1106–1107 рр. Даниїл Паломник подорожуючи засвідчив про руїни церкви селища Емаус по дорозі з Єрусалиму в Яфу за горами. Іван Фокас 1185 р. теж засвідчив розташований Емаусу на тім місці. У 1141 р. Роберт Синділь орендував «землю Емауса», до складу якої входили Імвас та ще шість інших селищ у Раймон дю Пюї, господаря госпітальєрів за 500 безантів на рік. В 1186 р. згадано «судового виконавця Емауса» на ім'я Варфоломій, бо госпітальєри створили команду в Імвасі.
Археологія та документальні докази свідчать, що місцеве християнське населення продовжувало жити в Імвасі протягом цього часу, відвідував богослужіння поряд з хрестоносцями у парафіяльній «церкві Святого Юрія», який був побудований в селі останньою на сайт руїн попередніх церков. Село часів третього хрестового походу було відновлено на північ від місця розташування церкви.

### Османська епоха
На початку XVI ст. Імвас підпав під владу Османської імперії, і церква побудована хрестоносцями була перетворена на мечеть, що згодом перетворена на руїну. У податковому звіті 1596 р. населення було зареєстровано як 24 мусульманські родини, котрі сплачували фіксовану податкову ставку 25 % від сільськогосподарської продукції (включно з пшениці, ячменя, виноградника, фруктових дерев, кіз, вуликів і т. ін.) — в цілому 3600 акчів (частина доходу надходила до вакфу).
У 1863 р. Віктор Герін відвідав і визначив його древнім Емаусом-Нікополісом.
У 1875 р. кармеліти з Вифлеєму придбали земельну ділянку з руїнами церкви Імвасу. У 1887–1888 рр. ця ділянка була розчищена.
У 1878 році монахині кармелітського Вифлеємського монастиря Маріам Бауарді в одкровенні Христос вказав це місце Амвас як біблійний справжній Емаус, у результаті чого це місце було викуплено у мусульман орденом кармелітів, виконувалися розкопки, і відновився потік паломників до Емаус-Нікополіса.
Розкопки проводили періодично в 1924–1930 рр. Французькою біблійною археологічною школою в Єрусалимі.

#### Британське панування
У 1930 р. орденом Кармелітів був побудований монастир «Будинок миру» на ділянці землі, купленої в 1878 р.
Згідно Палестинського перепису населення 1931 р. здійсненого британською владою у Імвасі було 224 будинки, де мешкало 1029 християн й 1027 мусульман.
У 1945 р. за статистикою населення Імваса становило 1450 мешканців, усі мусульмани на загальній площі земельної ділянки села 5151 дунам. З них 606 дунамів були виділені для плантацій та зрошуваних земель, 3612 — для зернових культур, тоді як 148 дунамів були віднесені до населеного пункту.
У листопаді 1947 р. план ООН розподілу Палестини передавав цю ділянку землі арабській державі.

#### Йорданське панування
Ізраїльтяни та йорданці під час битви за Латрун (1948) для контролю над цією стратегічною зоною, що блокувала дорогу до м. Єрусалиму. У результаті війни (1948–1949) палестинське село Імвас, що знаходилося на місці Емауса-Нікополя, опинилося під владою Західного берегу Йорданії відповідно Родоських угод.
Перевірка Йорданії 1961 р. встановила, що в Імвасі мешкало 1955 осіб.

#### Ізраїльське панування

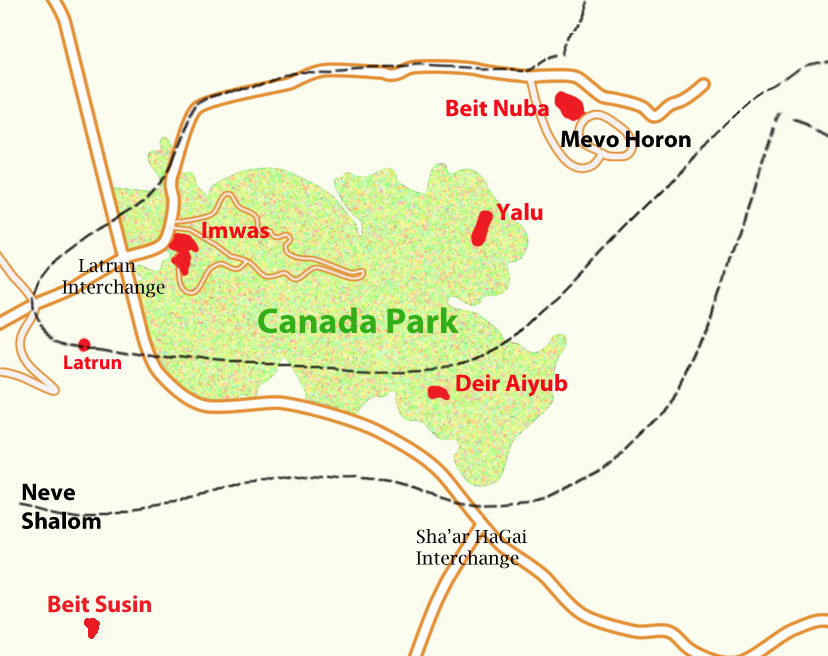
село Імвас на мапі Аялон (парк)

У 1967 р. після Шестиденної війни, жителів с. Імвасу ізраїльські сили вигнали (серед мешканців села була меншина арабських християн й більшість мусульман), а село було зруйновано бульдозерами за наказом Іцхака Рабина. Десять осіб похилого віку відмовлялися піти і були розстріляні, поховані під звалищем; ще четверо осіб із мешканців Імвасу загинуло під час втечі по дорозі до м. Рамали (що порушувало статтю № 53 Четвертої Женевської конвенції як військовий злочин).
Залишена була візантійська церква (колись відновлена хрестоносцями) за назвою на арабській мові «аль-Кеніша» недоторкана з цвинтарем. Католицька громада, «Спільнота Блаженств» відновила це місто у 1967–1970 роках, і відкрила французький «Центр вивчення передісторії Ізраїлевої землі» в 1993 р..
Згодом був створений парк «Аялон» у 1973 р., і профінансований Єврейським національним фондом (JNF) Канади, що включив плантацію лісу й руїни с. Імвасу (Емаусу). Ця місцевість стала улюбленим місцем для пікніків 30 000 ізраїльтян щороку, бо Латрун є основним районом ізраїльського вшанування Війни за незалежність.
23 червня 2007 р. організація «Зохрот» приєдналася до підтримки біженців села Імвас і їх нащадків для екскурсії на останки їх села.

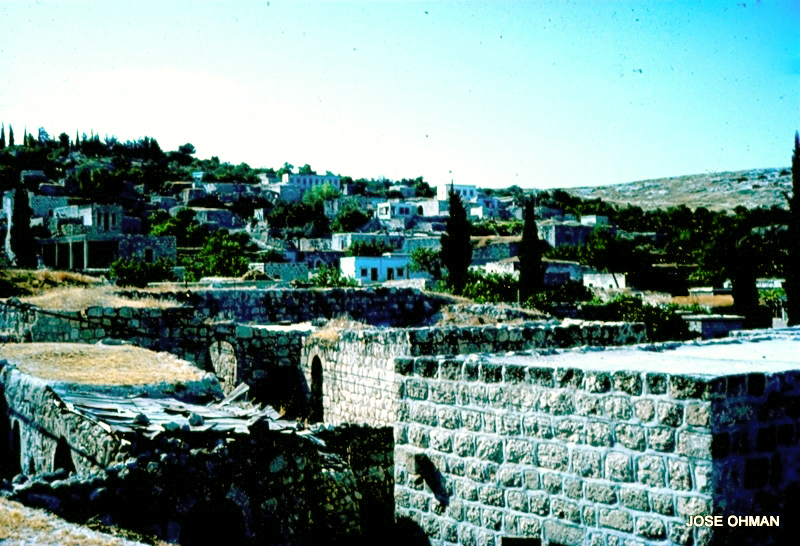
Будинки Імвасу (Емаусу) в 1967 р.
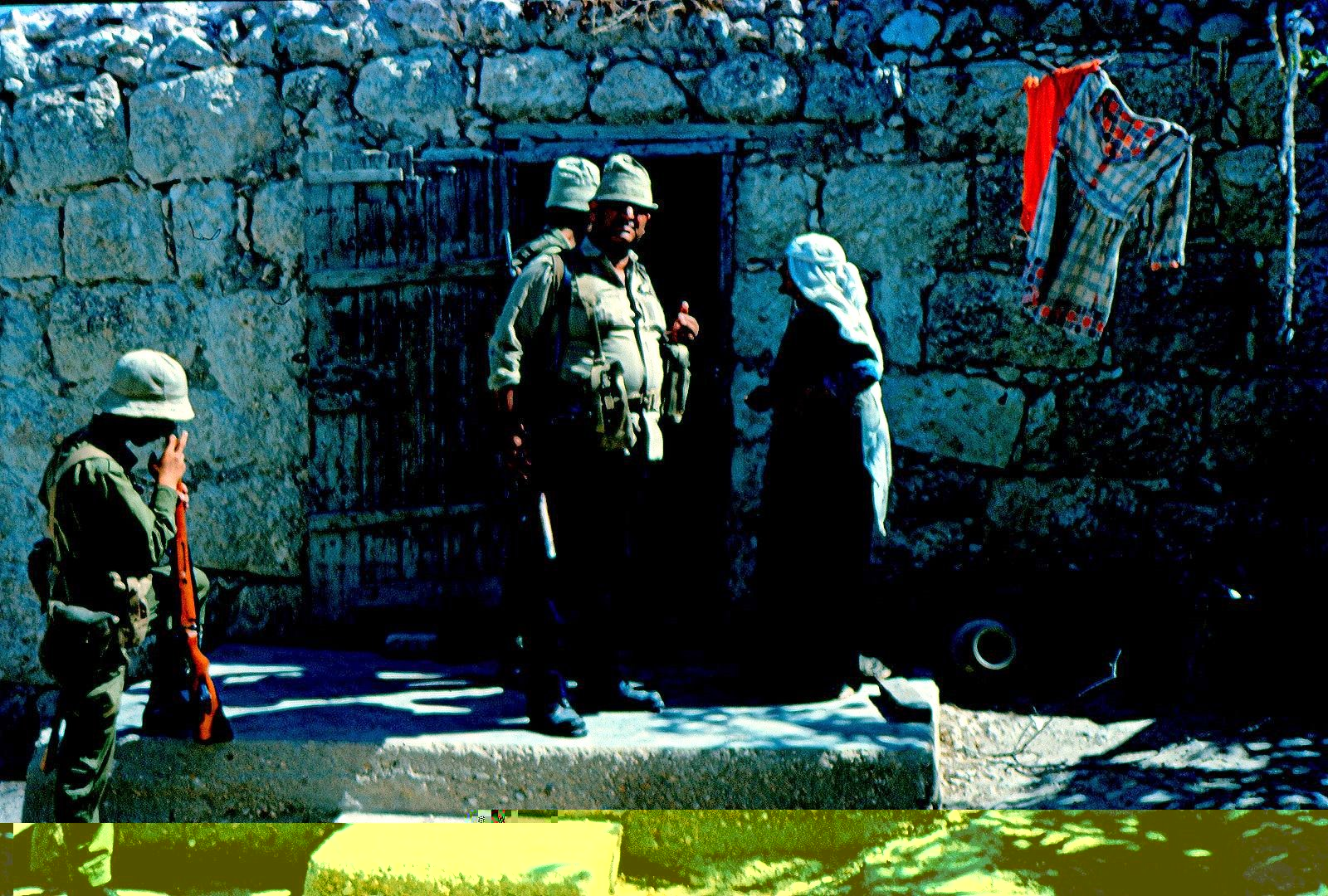
ЦАХАЛ в Імвасі (Емаусі) в 1967 р.
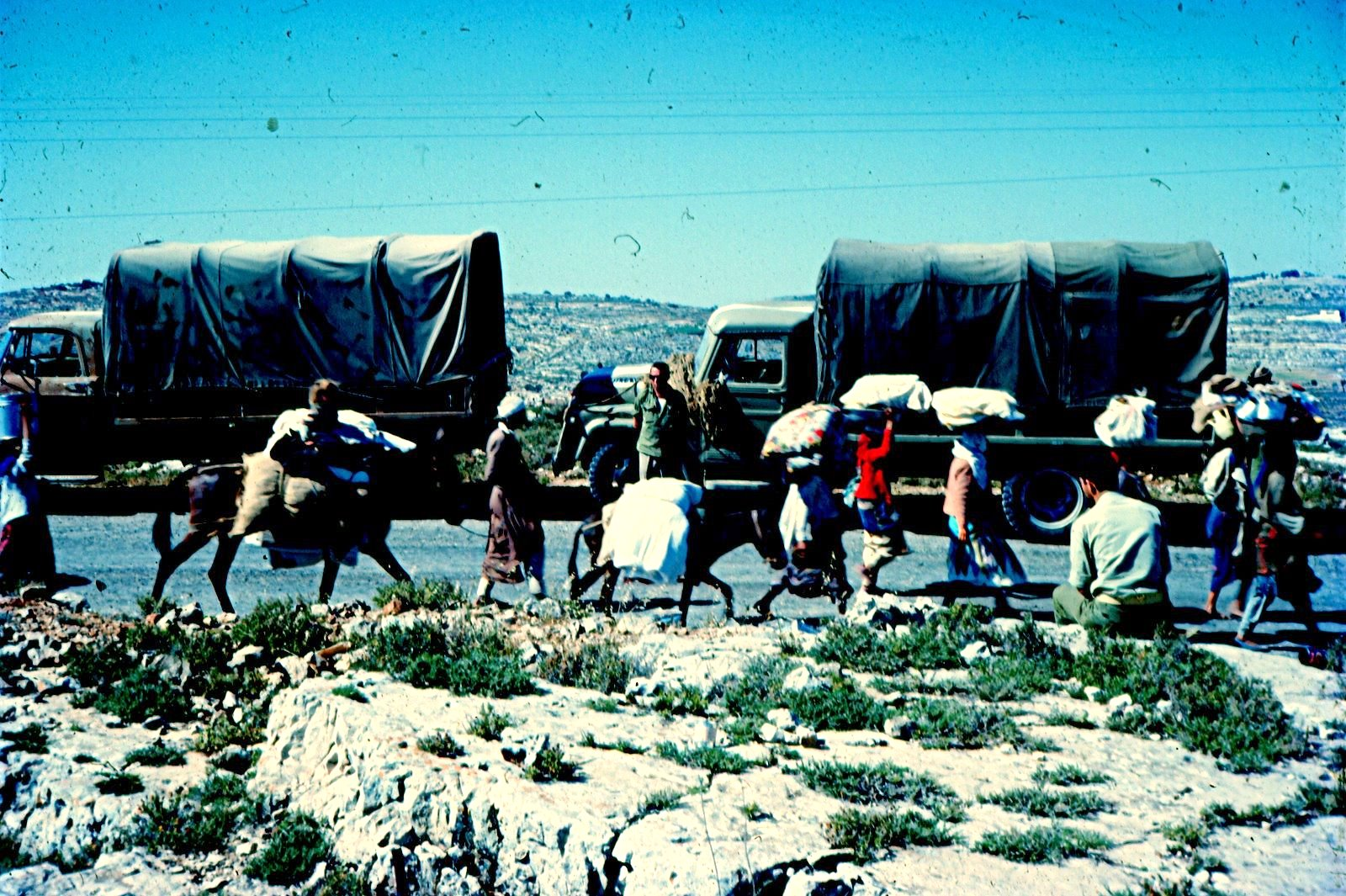
Вигнання мешканців Імвасу (Емаусу) в 1967 р.
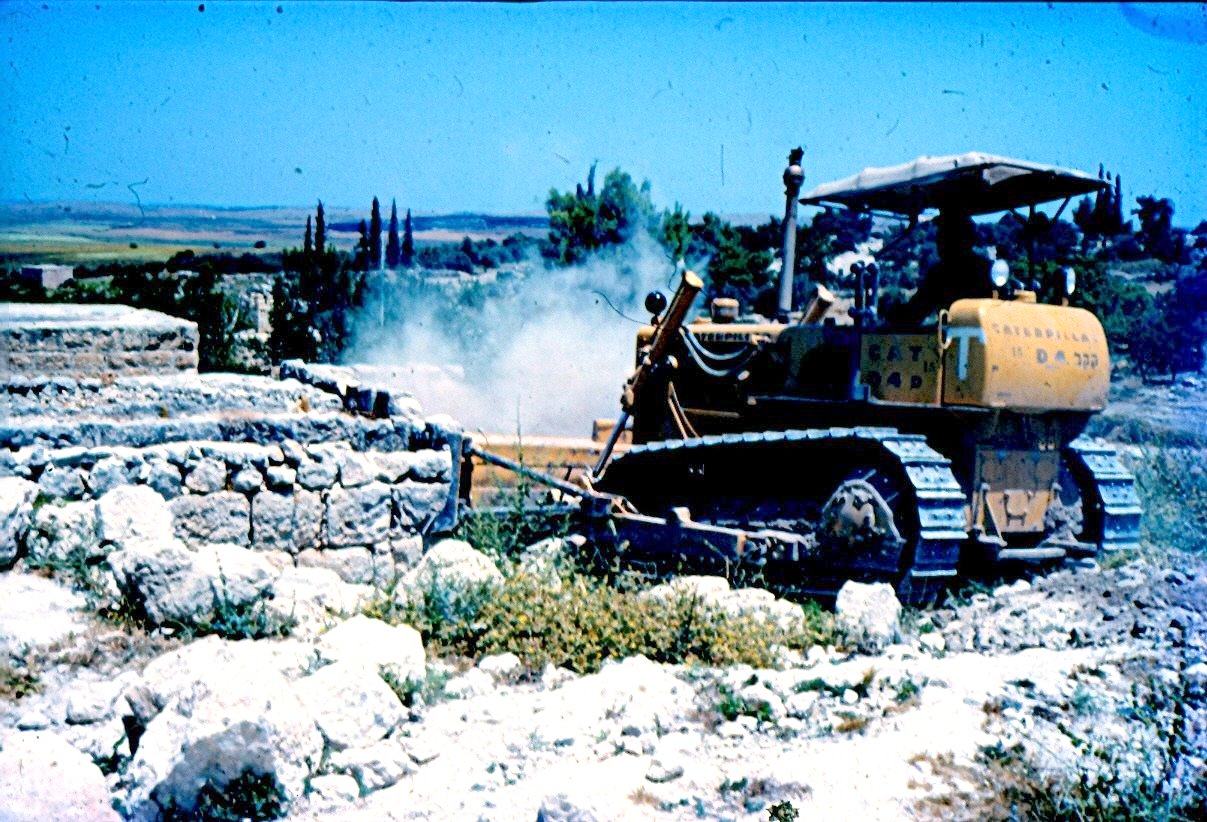
Руйнування бульдозерами будинків у Імвасі (Емаусі) в 1967 р.

## Археологія

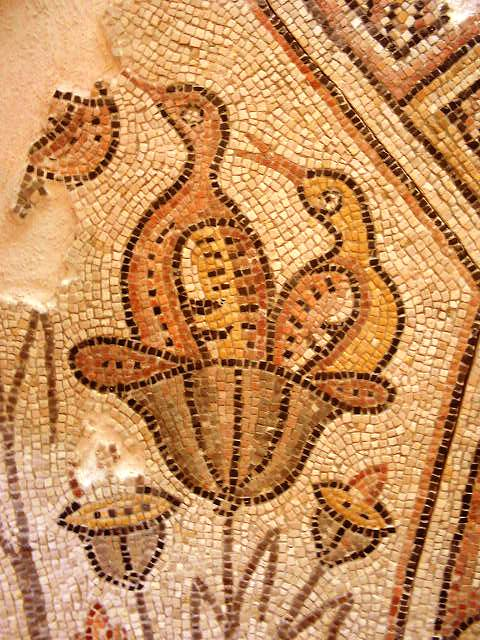
Мозаїка з візантійського храму в Емаус-Нікополі

Арабське село Амуас була остаточно ідентифіковане як біблійний Емаус і римсько-візантійський Нікополь у новітній історії завдяки працями вчених (Едвард Робінсон (1838—1852), Моріс де Герен (1868), Ш. С. Клермон-Ганно (1874), Ж. Б. Гіймо (J.-B. Guillemot, 1880—1887).
Археологічні розкопки в Емаусі почалися в кінці XIX століття: Ш. С. Клермон-Ганно (1874), Ж.-Б. Гіймо (J.-B. Guillemot, 1883—1887), монахи-домініканці Л.-Ю. Вінсент і Ф. М. Абель (1924—1930), І. Хіршфельд (1975), М. Гіхон (M. Gichon, 1978), М. Лоухівуорі, М. Пічіріло, В. Мішель, К.-Х. Флекенштайн (M. Louhivuori, M. Piccirillo, V. Michel, K.-H. Fleckenstein, починаючи з 1994 р.).
В результаті розкопок на території парку «Канада» («Айалон») були виявлені руїни укріплень Емаусу епохи Хасмонеїв, римські терми III ст. н. е., єврейські поховання I ст. н. е., римсько-візантійські гідравлічні споруди, преси для масла й поховання, численні предмети римсько-візантійського періоду (масляні лампи, судини, прикраси). Була розчищена східна (задня) стіна візантійського храму у вигляді трьох абсид з прилеглим зовнішнім баптистерієм і поліхромними мозаїками, а також стіни храму хрестоносців (XII ст.), прибудовані до середньої візантійської абсиди. В районі Емаусу були виявлені також давньоєврейські, самаритянські, грецькі та латинські написи на камені.

## Ідентифікація селища згадуваного в Біблії

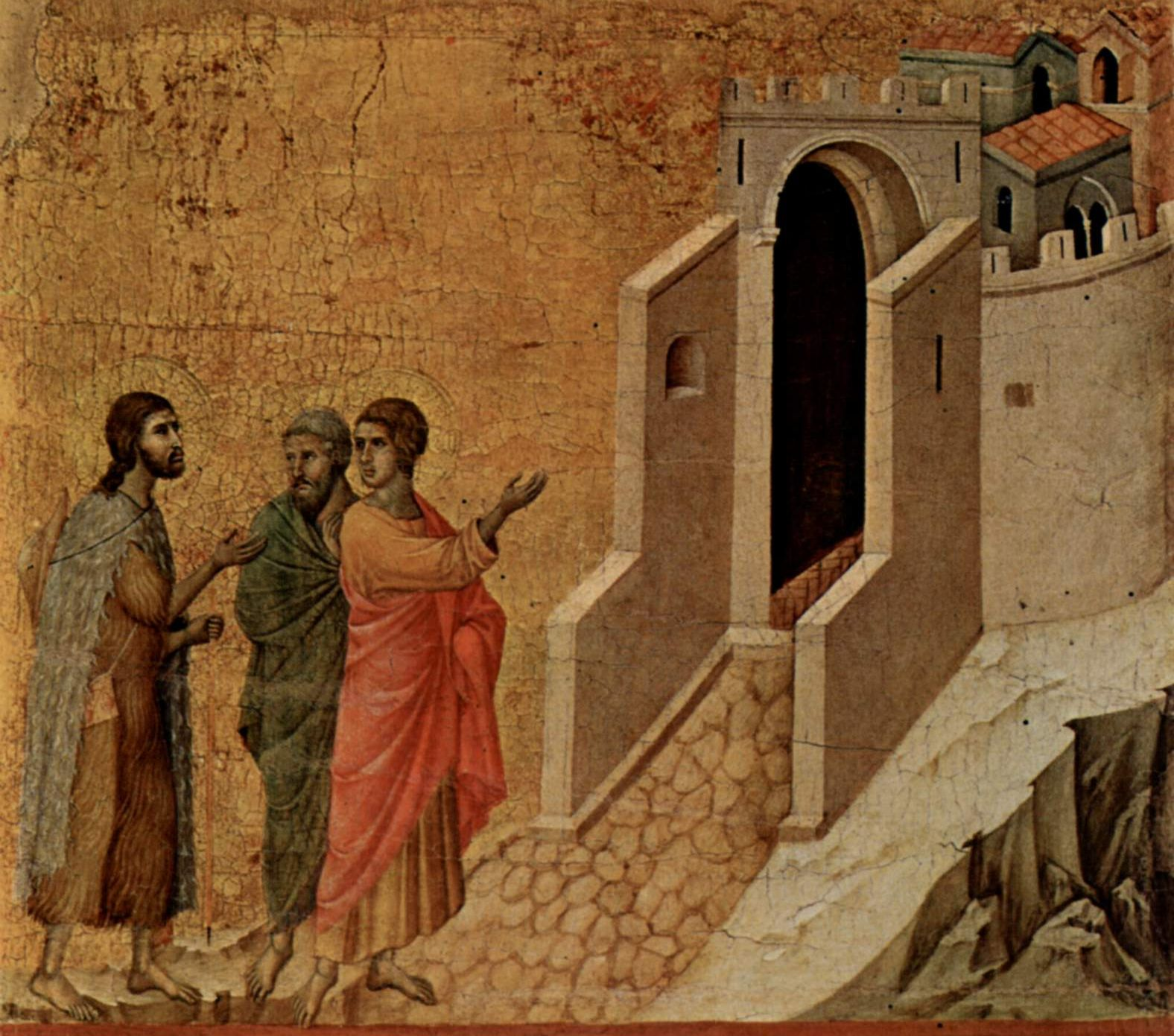
Лука й Клеопа по дорозі в Емаус (Дуччо ді Буонінсенья)

Від самого початку — це ханаанське містечко Хамат (Хамот). Відоме також як «місто сонця» (Ір-Шемеш як Поліс-Самаус звідки походив «сонячний» суддя Самсон) в коліні Дана — за походженням данайці в союзі племен Ізраїля.
Стародавні єврейські джерела (книги Макавеїв, Йосип Флавій, Талмуд і Мідраш) згадують тільки одне село під назвою Емаус в районі Єрусалиму — Емаус при долині Айялона. Так, наприклад, в «Юдейській війні» (4, 8, 1) Йосипа Флавія говориться про розміщення Веспасіаном V Македонського легіону в районі Емаус. Ці дані були підтверджені археологами, які виявили в районі Емаус-Нікополя могильні камені солдатів цього легіону. Можна з упевненістю стверджувати, що селище Емаус дійсно існувало в районі долини Айялона в I ст. н. е., і що Йосип Флавій має на увазі саме його, коли згадує Емаус у своїх працях. Селище «Ха-Моца», що знаходиться в 6 км (30 стадіях) від Єрусалиму, згадується в середньовічних рукописах «Юдейської війни» Йосипа Флавія (7,6,6) під назвою «Аммаус», що припускають є помилкою переписувачів.
Талмудом ідентифікується один єдиний Емаус:

Від Бейт-Хорона до моря — одна область, без регіонів? Рабі Йоханан сказав: «Там є гори, низовина й долина. Від Бейт-Хорона до Емаусу — гори [Юдейські], від Емауса до Лода — долина [Шафіла], від Лода до моря — низовина.

Стародавня християнська традиція отців Церкви й паломників у Святу землю римсько-візантійського періоду одноголосно визнає Нікополь як Емаус, згадуваний в Євангелії від Луки. (Оріген, Євсевій Кесарійський, Ієронім, Ісихій Єрусалимський, Феофан Сповідник, Созомен, Феодосій Великий («Про місце розташування Святої Землі») та ін.).
У більшості зі збережених до нашого часу давніх рукописах Євангелія від Луки вказується відстань в 60 стадій (близько 12 км) між Єрусалимом і Емаусом. У той же час унціальні рукописи א (Синайський кодекс), Θ, Ν, Κ, Π, 079 та курсивні рукописи 158, 175, 223, 237, 420, а також древні лекціонарії (L844, L2211) та переклади на латину (деякі рукописи «Vetus Latina», наприклад, «Sangermanensis»), якісні рукописи Вульгати (у тому числі сама рання з них «Fuldensis»), арамейський (палестинський Євангеліарій), на грузинській та вірменській мові згадують відстань у 160 стадій, що дорівнює саме бл. 30 км (відстані саме між Емаусом-Нікополем й Єрусалимом). Варіант «60 стадій» було обрано з XVI ст. для друкованих видань Біблії. Проти варіанта «160 стадій» часто наводиться аргумент, що таку відстань за один день буцімто неможливо подолати пішки (чи на віслюку, верблюді, коні). У зв'язку з чим слід враховувати принцип інтерпретації древніх текстів «лат. Lectio difficilior, lectio verior», коли з двох варіантів тексту слід вважати справжнішим більш складний, з тієї причини, що давні переписувачі Біблії були схильні вносити поправки з метою облегшення розуміння тексту, а не навпаки. Потрібно вказати також, що здійснити шлях з Єрусалиму в Емаус-Нікополь і назад за один день є можливим, що було підтверджено на досвіді неодноразово.
Емаус-Нікополь зберіг протягом двох тисячоліть свою давню назву «Емаус» («Амуас»), протягом століть збереглася також християнська традиція вшанування цього місця як Емаусу, де з'явився воскреслий Христос.

## Титулярна єпархія

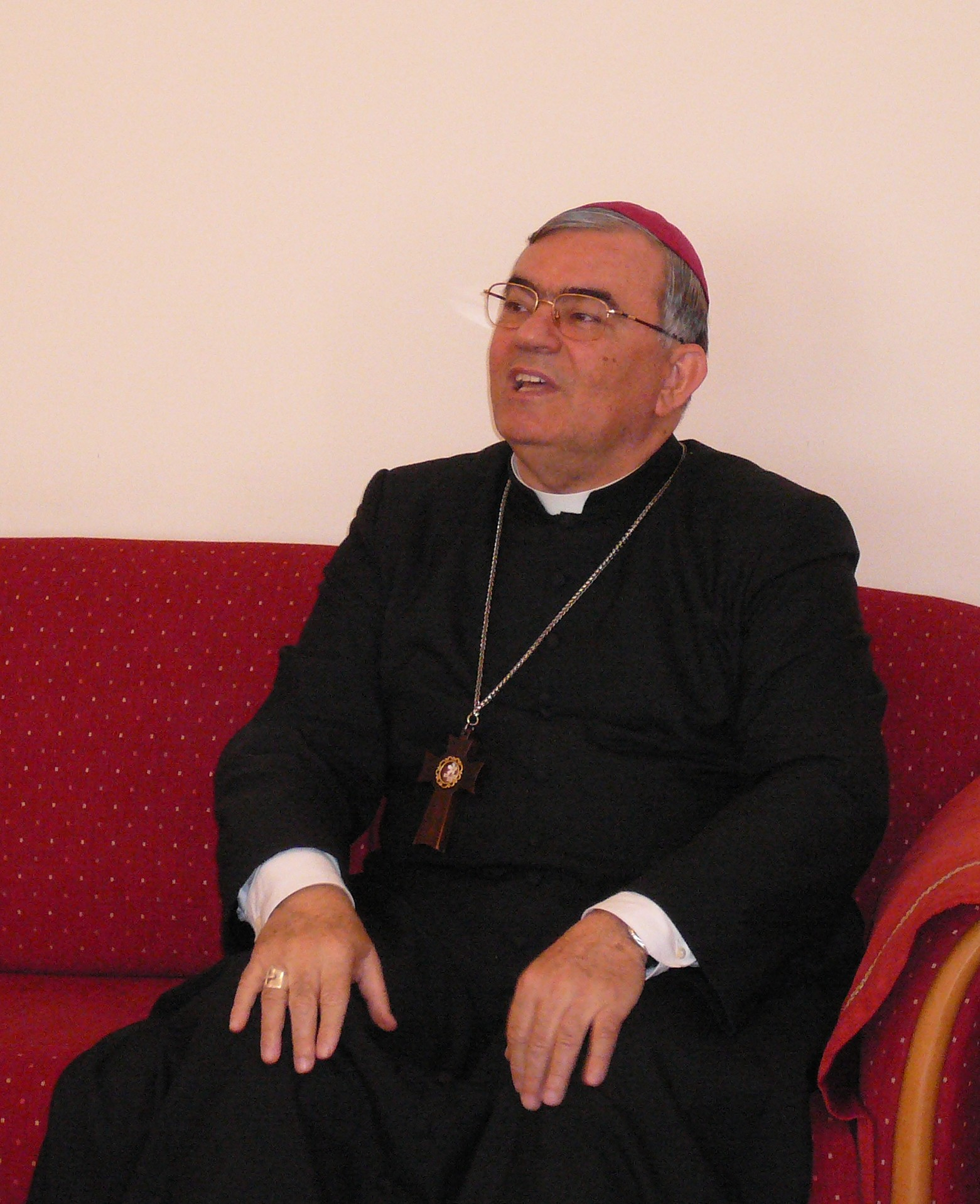
сучасний єпископ Емаусу — Гіацинто-Булос Маркуцо

Спочатку Емаус був частиною єпископства м. Єрусалиму. В Емаусі була освячений оселя Клеопи як «домової церкви». Про Емауську єпархію згадували святий Єронім, Ісихій Єрусалимський, Феофан Сповідник, Созомен, Мішель Ле Куйєн. Діючу церкву в Емаусі описували У VII столітті Віллібальд і Хугербург фон Хайденгайм у праці «Житія святого Вілібальда». Єпископство було відновлено в 1099 р., коли в місто прибули лицарі Першого хрестового походу, після переслідувань мусульман очолюваних Аль-Хакімом. На початку XVI ст. мусульмани церкву перебудували на мечеть. У 1930 р. кармеліти заснували монастир «Будинок миру» на земельній ділянці в Імвасі в 1878 р., і створили осідок для титулярної єпархії Римо-католицької церкви.

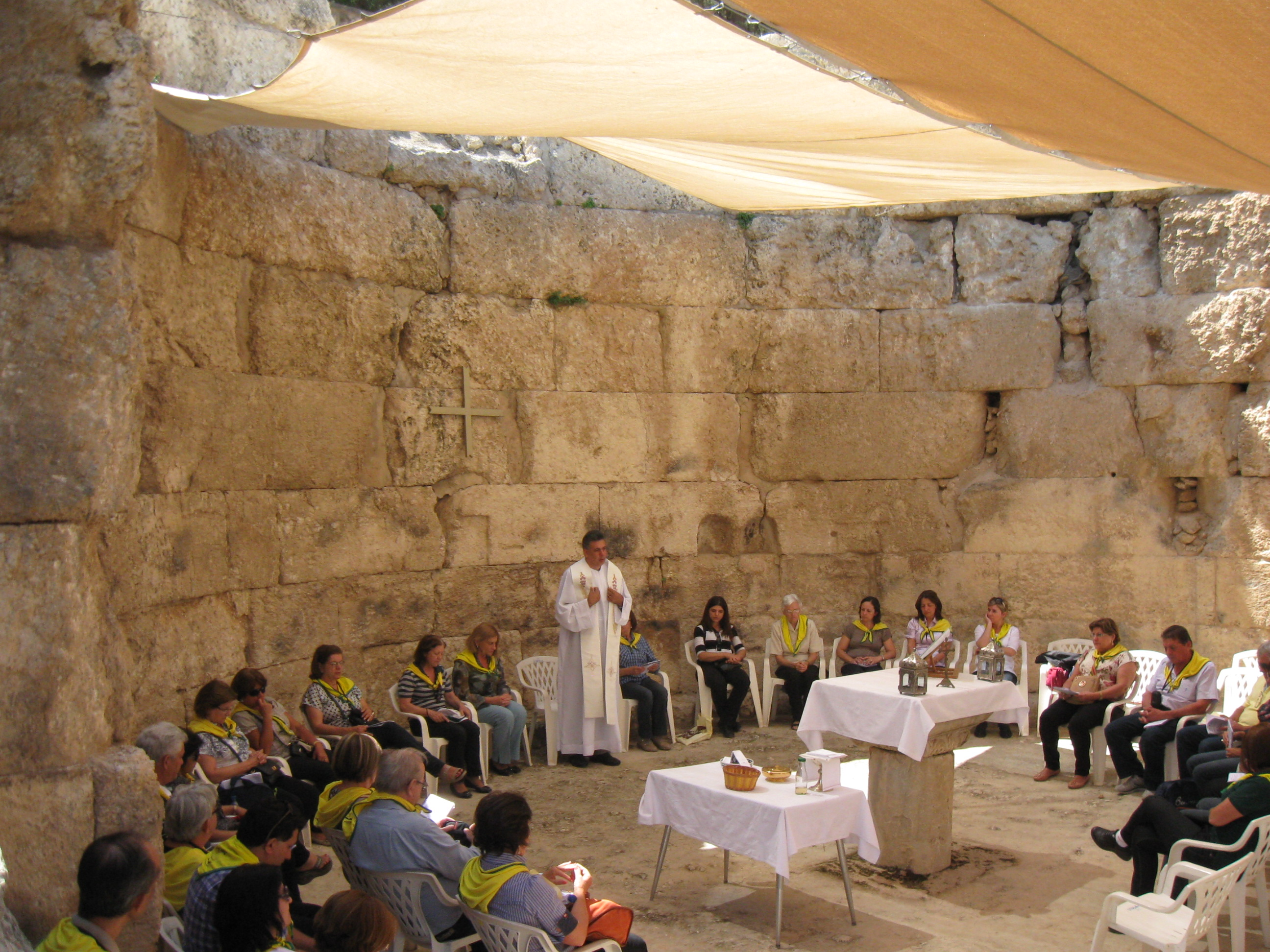
Богослужіння в Емаусі

Єпархія Емауса (діоцез) є давньою та титулярною єпархією Римо-Католицької Церкви, розташованої в Емаусі-Нікополісі (Імвасі) в сучасному Ізраїлі. Нинішнім титулярним єпископом є Гіацинто-Булос Маркуцо, який проживає в м. Назареті.
Загалом титулярними єпископами були:
- Петро Лонгіус (Петро Нікопольський), єпископ Нікополіса (Емауса), присутній на 1-му Нікейському соборі[93]
- Гіацинто-Булос Маркуцо[en] (29 жовтня 1994 р.)[94][95]
- Франко Коста (18 грудня 1963 — 22 січня 1977)
- Карло Макарі (10 червня 1961 — 31 жовтня 1963)
- Джоландо Нуці (8 серпня 1959 — 20 травня 1961)
- Джозеф Патрік Донахью (27 січня 1945 — 26 квітня 1959)
- Джузепе Сіньйор (1 грудня 1928 — 11 серпня 1944)
- Алджерон Чарльз Стенлі (12 лютого 1903 — 23 квітня 1928)
- Джеймс Лейрд Патерсон (20 квітня 1880 — 3 грудня 1902)
- Генрікус ден Дубелден (14 січня 1842 — 13 жовтня 1851)
- Жан-Деніс Готьє (10 грудня 1839 — 8 грудня 1877)
- Йоган Максиміліан фон Хаунольд (18 червня 1792 — 20 січня 1807)
- Адам Станіслав Нарушевич (13 березня 1775 — 28 листопада 1788)
- Францишек Кобєльський (28 січня 1760 — 1 травня 1766)
- Каєтан Солтик (22 вересня 1749 — 19 квітня 1756)
- Лотар Фрідріх фон Нальбах (2 жовтня 1730 — 11 травня 1748)
- Бартоломео Фаргна (7 лютого 1729 — 2 жовтня 1730)

#### Церковні будівлі
- монастир ордена «Святійшого серця Ісуса» з Бетарама (від 1931 р.) в Емаусі-Нікополі[40]; каплиця «Блаженств» (з 1993 р.) та музей в Емаусі-Нікополісі[40];
- Латрунський монастир Богородиці ченців траппістів; Бет-Арам, Церква Блаженств;
- церква в Кубейбеху, монастир францисканців.